# Nguyễn Thị Kim Ngân
Nguyễn Thị Kim Ngân (Ben Tre, 12 de abril de 1954) é uma política vietnamita e atual presidente da Assembleia Nacional do Vietname. Ela é a primeira mulher a se tornar líder desta organização. Ela era vice-presidente da Assembleia Nacional, ministra do Trabalho, Inválidos e Assuntos Sociais, e presidente da província de Hai Duong. Ela tornou-se presidente da Assembleia Nacional, substituindo Nguyễn Sinh Hùng.